# Tomopterna marmorata
Tomopterna marmorata är en groddjursart som först beskrevs av Peters 1854.  Tomopterna marmorata ingår i släktet Tomopterna och familjen Pyxicephalidae. IUCN kategoriserar arten globalt som livskraftig. Inga underarter finns listade i Catalogue of Life.